# Fabian Schmidt (Fechter)
Fabian Schmidt (* 31. Januar 1975 in Heidenheim an der Brenz) ist ein ehemaliger deutscher Degenfechter und nun CEO einer Airline. 

## Sportliche Laufbahn
Fabian Schmidt kam mit 8 Jahren zum Fechtsport und errang zahlreiche nationale und internationale Erfolge.  Seine größten Erfolge errang er mit der deutschen Nationalmannschaft der Degenfechter bei den Europameisterschaften 2000 und 2001 sowie im Einzel mit dem Gewinn des Heidenheimer Pokals ebenfalls im Jahr 2001. Er war über 10 Jahre gefoerdertes Mitglied der Stiftung Deutsche Sporthilfe. Aktuell ist er dort ehrenamtlich als Mentor für junge Athleten tätig. 

## Berufliche Karriere
Fabian Schmidt studierte in Würzburg und Erlangen-Nürnberg Rechtswissenschaften mit darauf folgender Promotion. Er erwarb den MBA Titel an der London Business School und studierte dabei in Dubai, London und New York. Fabian Schmidt arbeitete als Manager und Geschäftsführer mehrerer Gesellschaften wie der Germanwings GmbH und Cockpitpersonal GmbH in Köln und Frankfurt/Main. Seit 2025 ist er CEO der Cityline GmbH und der Lufthansa Aviation GmbH in München. 